# Virgin Atlantic Airways
Virgin Atlantic Airways Limited (conosciuta come Virgin Atlantic) è una compagnia aerea britannica alle dipendenze di una holding, Virgin Atlantic Limited, che è controllata al 51% da Virgin Group e al 49% da Delta Air Lines. Il quartier generale è a Crawley nel West Sussex, vicino all'aeroporto di Londra-Gatwick.
Skytrax assegnava un rating di 4 stelle alla compagnia. Dal 26 luglio 2011 la compagnia è stata declassata a 3 stelle. Al novembre 2013 Virgin Atlantic aveva di nuovo le 4 stelle.
Virgin Atlantic utilizza una flotta mista di aerei Airbus e Boeing e opera verso destinazioni in Nord America, Caraibi, Africa, Medio Oriente e Asia dalle sue principali basi a Londra (Heathrow e Gatwick), e la sua base secondaria a Manchester. La compagnia aerea opera anche voli stagionali da Glasgow e Belfast.

## Prodromi
L'aerolinea nacque dall'iniziativa di Richard Branson, già affermato manager nel settore discografico. Fu costituita nel giugno 1982 come British Atlantic Airways, ma nel marzo di due anni dopo mutava nome in Virgin Atlantic Airways, in ossequio al marchio discografico di successo, e con ambizioni intercontinentali. Il primo volo - un Londra-Newark (New York) - decollava il 22 giugno 1984.

## La storia in pillole
- 1984: il 22 giugno volo inaugurale da Londra-Gatwick a Newark (New York) con Boeing 747-200; nel mese di novembre iniziano collegamenti di apporto su Gatwick per alimentare il traffico nordatlantico
- 1986: consegna del secondo Boeing747-200 e inizio dei voli per Miami
- 1989: inizio dei voli per Tokyo
- 1990: inizio dei voli per Los Angeles
- 1991: inizio dei voli per Boston
- 1993: consegna del primo Airbus A340
- 1994: inizio dei voli per San Francisco, consegna del primo Boeing 747 serie 400
- 1999: accordo per la vendita del 49% delle azioni a Singapore Airlines
- 2008: un B.747-400 vola da Londra ad Amsterdam alimentato da biocarburante
- 2011: consegna del primo Airbus A330
- 2012: Delta Air Lines acquista il 49% delle azioni da Singapore Airlines
- 2014: consegna del primo Boeing 787-9
- 2016: inizio dei voli per Seattle
- 2019: inizio dei voli per Tel Aviv; joint venture con Air France-KLM.[6][7][8][9]
- 2020: nel mese di marzo il primo volo tutto-merci della società da Shanghai a Londra per trasportare medicinali; nel mese di maggio viene chiusa la base nell'aeroporto di Gatwick
- 2021: inizio dei voli per i Caraibi (Bahamas, Barbados, St. Lucia, St. Vincent e Granatine)
- 2022: inizio voli da Edimburgo ad Orlando in marzo, da Londra per Tampa e Città del Capo in maggio
- 2023: prima aerolinea britannica ad aderire all'alleanza Skyteam
- 2024: inizio dei voli per Bengaluru (India) e da Manchester per Las Vegas[10]

## Virgin Atlantic International Limited
Il 13 aprile 2015 Virgin Atlantic ha incorporato una nuova filiale, Virgin Atlantic International Limited (VAIL). Nel novembre 2015, VAIL ha ottenuto il proprio certificato di operatore aereo e la sua licenza operativa e ha iniziato le operazioni con due ex aeromobili Airbus A330-300 operati da Virgin Atlantic Airways Limited prendendo le rotte precedentemente gestite da Virgin Atlantic Limited tra Londra Gatwick e Barbados, St Lucia, Antigua, Grenada e Tobago. Questi voli sono operati per conto di Virgin Atlantic.

### Slogan
Gli aerei della compagnia recano, vicino alla coda, scritte sbarazzine e abbastanza ambigue, due caratteri che contraddistinguono la compagnia.
- Mine's Bigger Than Yours, un A340-600 reca questa scritta (in italiano: il mio è più lungo del tuo) dove ci si riferisce al B747-400 che è più corto del velivolo europeo.
- 4 Engines 4 Longhaul, (in italiano: quattro motori per il lungo raggio) usato fino al 2006.
- No Way BA/AA, (in italiano: non c'è modo BA/AA) un invito a non volare British Airways o American Airlines a causa dei loro svariati tentativi di fusione, tutti respinti per possibilità di monopolio e cartello sulle rotte nord-atlantiche.
- Still Red Hot For 25 Years, (in italiano: ancora incandescente dopo 25 anni) nel 2009 per il 25º anniversario
- More experience than our name suggests, (in italiano: più esperienza di quella che il nostro nome suggerisce) sugli A340-300 con evidente riferimento alle prestazioni di una vergine (in inglese: Virgin).

## Servizi

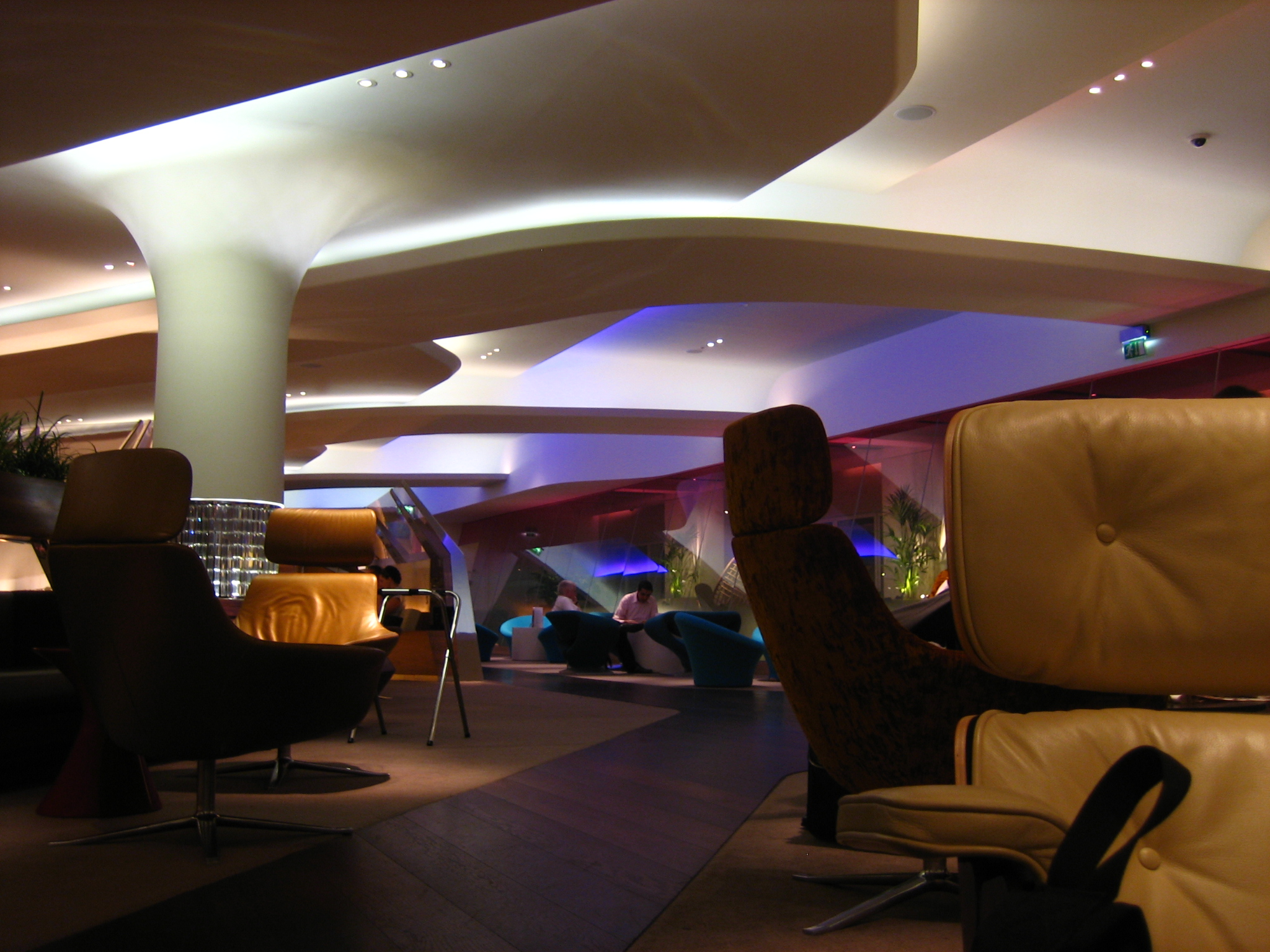
Clubhouse lounge a Heathrow

Gli aerei della Virgin Atlantic operano con una configurazione di cabina a tre classi: Economy, Premium (precedentemente Premium economy), e Upper Class (Business). La classe Premium ha un'area check-in separata, l'imbarco prioritario e un posto più ampio con più spazio per le gambe. L'Upper Class dispone di un sedile che si trasforma in un letto completamente piatto e ha incluso un autista personale. La Virgin Atlantic è stata la prima compagnia aerea a offrire intrattenimento personale a tutti i passeggeri di tutte le classi, con schermi AVOD dotati di film, musica, giochi e molto altro. Inoltre su tutti gli aerei della flotta è disponibile il wifi a pagamento a bordo.
Il programma frequent flyer della compagnia aerea è il "Flying Club".
Virgin Atlantic gestisce lounges in tutto il mondo. Ha nove sedi "Clubhouse": Londra (Heathrow e Gatwick), New York-JFK, Newark, Boston, Washington DC, San Francisco, Los Angeles e Johannesburg. Esiste anche una Revivals lounge a Londra Heathrow. Essa è accessibile ai passeggeri che viaggiano in Upper Class e ai membri Flying Club Gold.

## Destinazioni

### Accordi commerciali
Al 2022, Virgin Atlantic Airways ha siglato accordi di code sharing con le seguenti compagnie aeree:
- Aeroméxico
- Air France
- Air New Zealand
- Delta Air Lines
- Gol Transportes Aéreos
- IndiGo
- KLM
- LATAM Airlines Group
- Middle East Airlines
- Singapore Airlines
- WestJet

## Flotta

### Flotta attuale

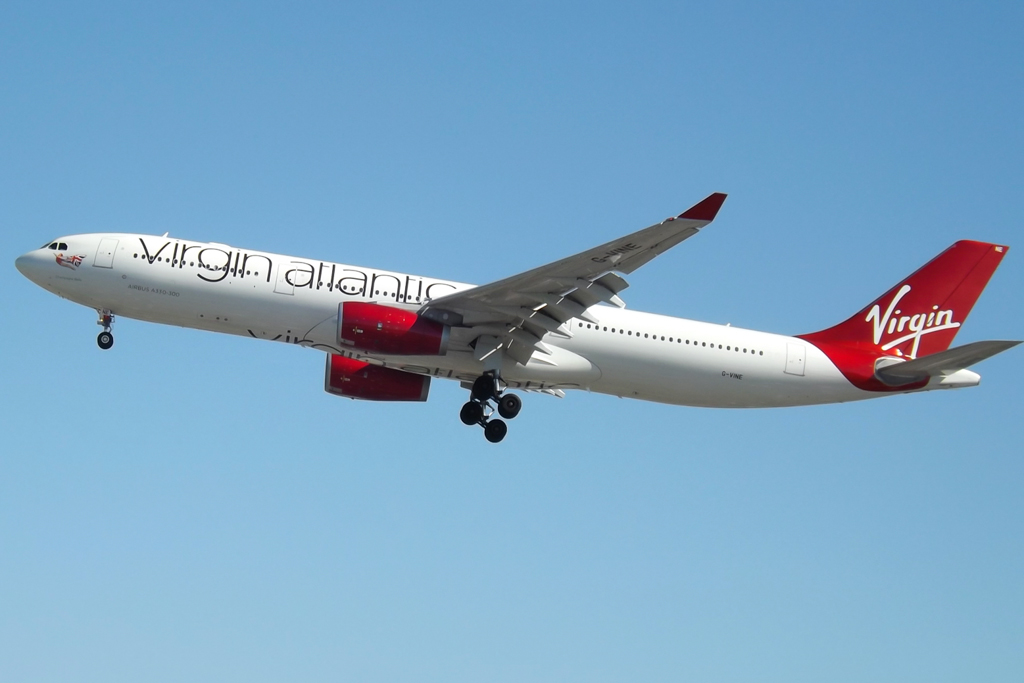
Un Airbus A330-300.

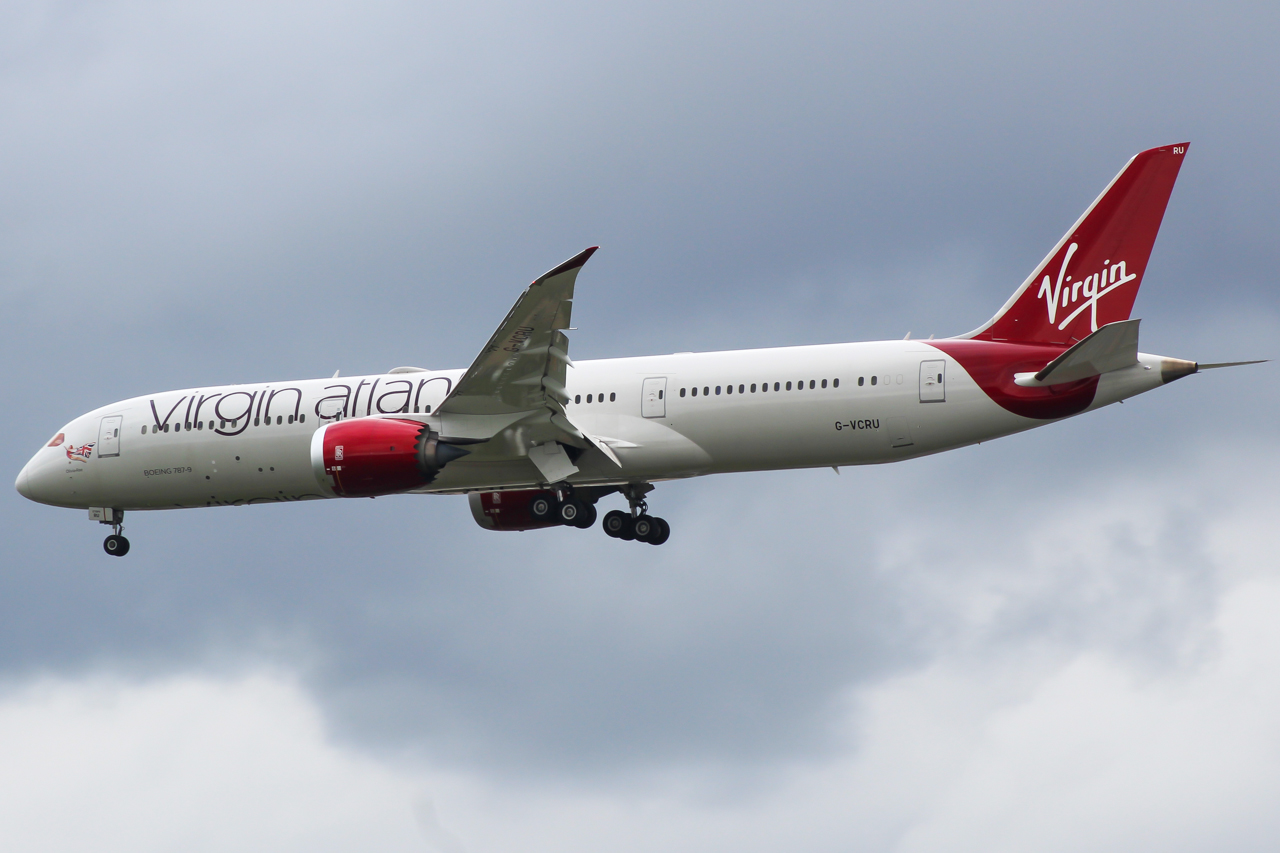
Un Boeing 787-9.

A febbraio 2024 la flotta di Virgin Atlantic Airways è così composta:

### Flotta storica

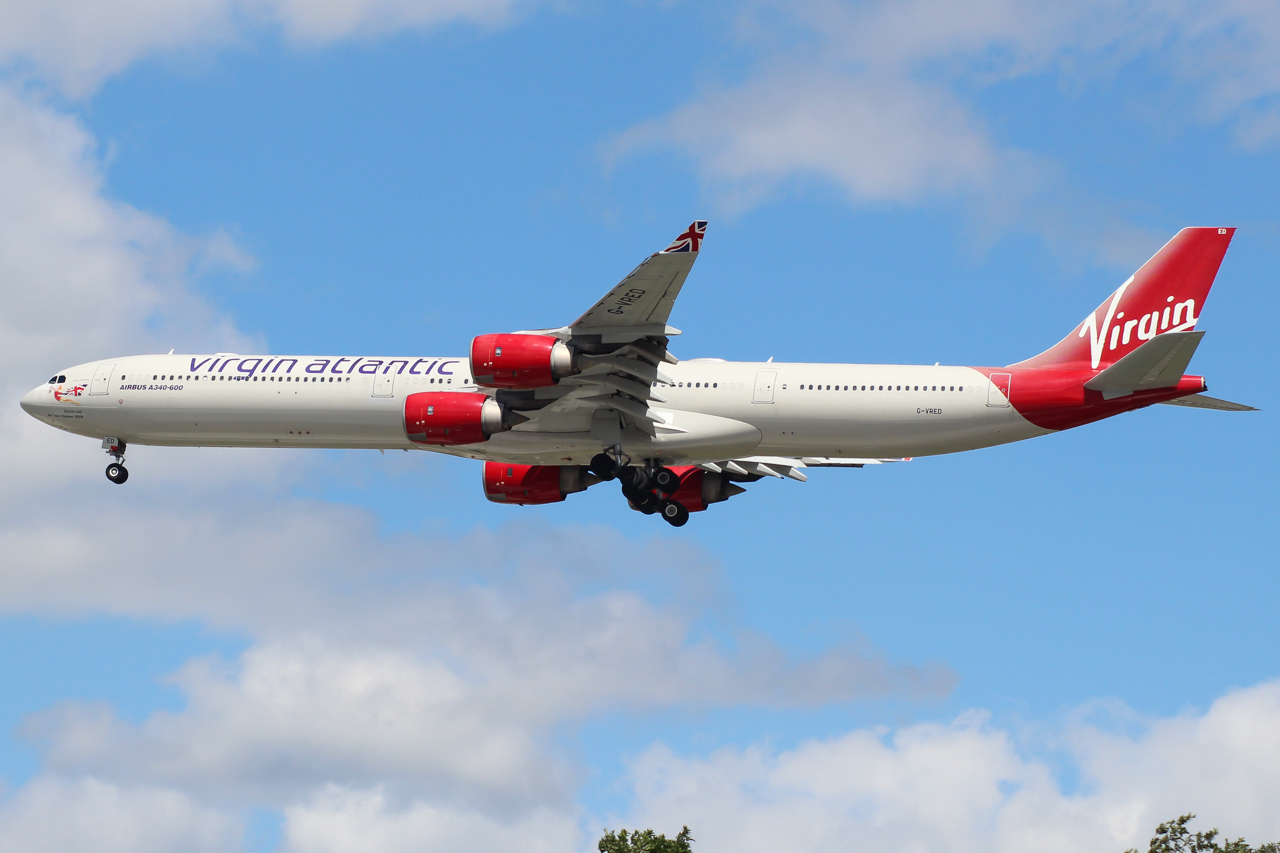
Un Airbus A340-600.

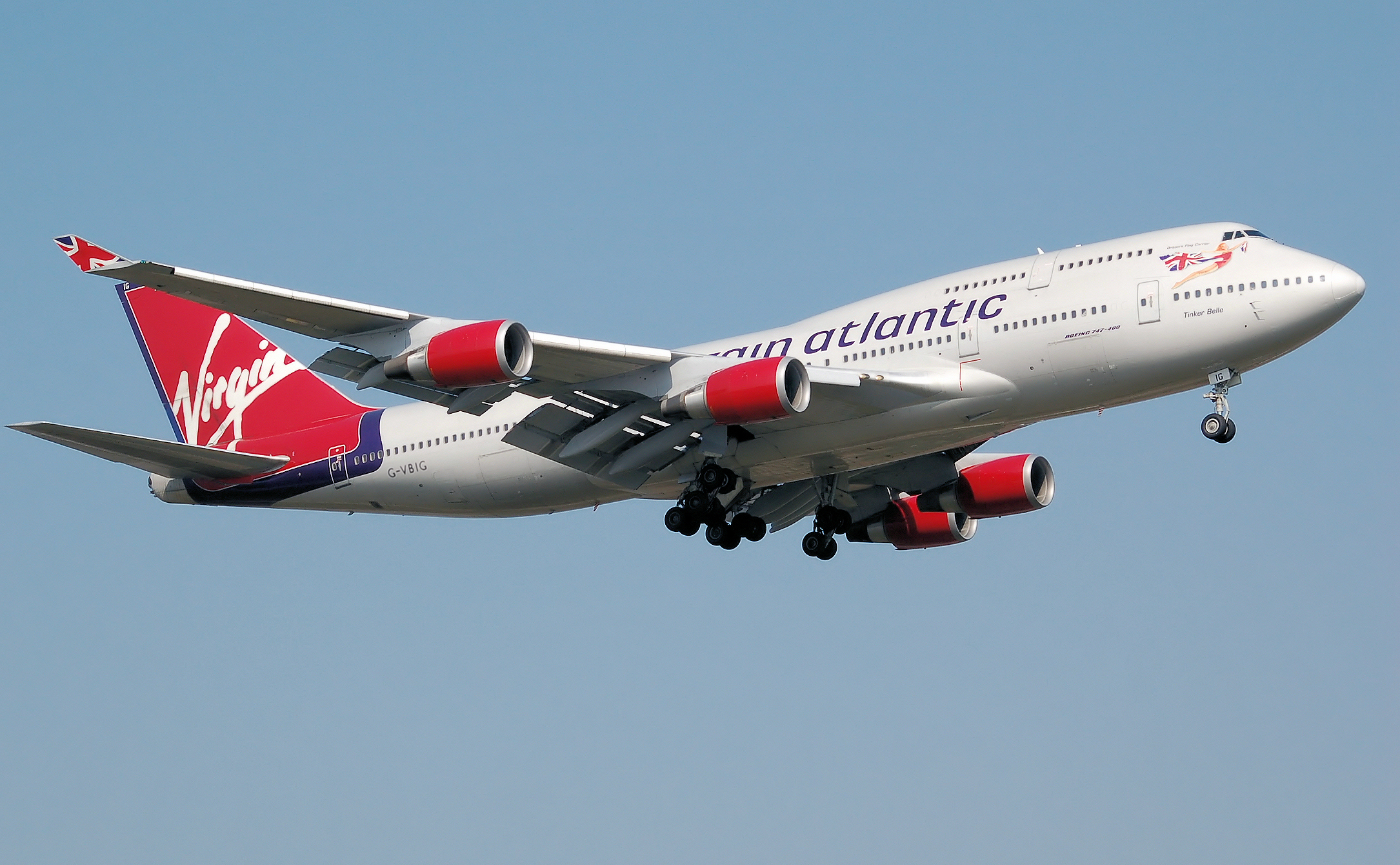
Un Boeing 747-400.

Virgin Atlantic Airways operava in precedenza con i seguenti aeromobili:

## Incidenti
La Virgin Atlantic gode di una forte reputazione in termini di sicurezza. Dalla fondazione della compagnia aerea nel 1984, non ha mai subito un incidente con perdita di scafo o decessi di passeggeri.
- Il 5 novembre 1997, dopo numerosi tentativi falliti di liberare il carrello di atterraggio principale bloccato di un Airbus A340-300, l'aereo in rotta da Los Angeles a Heathrow fece un atterraggio di emergenza all'aeroporto di Heathrow. L'aeromobile ha subito gravi danni alla parte inferiore dei motori uno, due e quattro, che sono entrati in contatto con la superficie della pista durante l'atterraggio. Anche la superficie della pista è stata danneggiata e diverse luci sono state rotte mentre gli pneumatici del carrello principale destro esplodevano durante la decelerazione. L'aeromobile è stato evacuato in sicurezza. Due membri dell'equipaggio e cinque passeggeri hanno riportato ferite lievi durante l'evacuazione. L'aereo danneggiato è stato riparato dopo l'incidente ed è stato ritirato dalla flotta della Virgin Atlantic nel 2003.[27][28]
- L'8 febbraio 2005, a bordo di un aereo Airbus A340-600 in rotta da Hong Kong a Heathrow, il sistema informatico di controllo del carburante ha causato una perdita del trasferimento automatico del carburante tra i serbatoi. Il motore sinistro ha perso potenza, e poco dopo anche il motore destro ha iniziato a perdere potenza fino a quando l'equipaggio aveva alimentato il carburante manualmente. I piloti si diressero verso Amsterdam e atterrarono sani e salvi. La relazione intermedia sull'incidente ha formulato quattro raccomandazioni di sicurezza rivolte agli organismi di certificazione primari per aeromobili di grandi categorie di trasporto (EASA e FAA), avvertendo della necessità di un sistema di allarme di bassa quantità di carburante per aeromobili di grandi dimensioni.[29][30]